# Holga
Le Holga 120 est un appareil photographique bon marché fabriqué et vendu à l'origine en Chine. Il prend des photos moyen format : le film se présente sous forme d'une simple bobine (par opposition au format 35 mm, qui est contenu dans une cartouche l'abritant de la lumière). Il a été fabriqué et commercialisé pour la première fois à Hong Kong en 1982. Fin novembre 2015, Holga annonce sa fermeture.

## Données techniques
- Distance focale : 60 mm
- Ouverture : fixe f/11, parfois modifié pour obtenir deux ouvertures, f/8 et f/11
- Angle en 6x6 : Horizontal : 53.13°, Vertical : 53.13°, Diagonal : 70.53°
- Angle en 4.5x6 : Horizontal : 53.13°, Vertical : 41.11°, Diagonal : 64.01°
- Temps de pose : fixe, environ 1/100s
- Format de film : film 120, format image 6x6cm et 4,5x6cm. Peut être modifié pour accepter le film 135

## Modèles

### 120

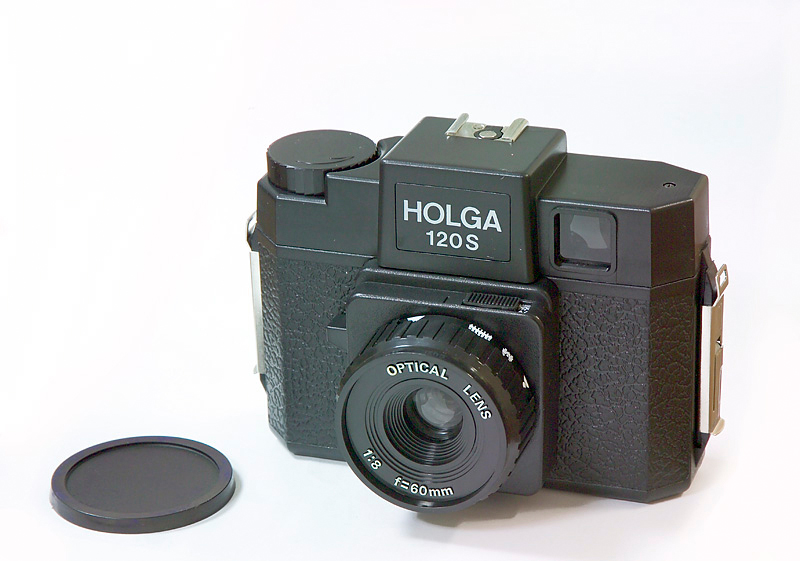
Holga 120 S

- Holga 120 S -  Holga standard, lentille en plastique
- Holga 120 SF - Similaire au S, mais avec un flash intégré
- Holga 120 N  - fonction "Bulb" (exposition longue), sabot pour flash, lentille en plastique
- Holga 120 FN - fonction "Bulb" (exposition longue), flash intégré, lentille en plastique
- Holga 120 GN - fonction "Bulb" (exposition longue), sabot pour flash, optique en verre
- Holga 120 GFN - fonction "Bulb" (exposition longue), flash intégré, optique en verre
- Holga 120 CFN - fonction "Bulb" (exposition longue), flash intégré - filtres de couleurs intégrés pour le flash, lentille en plastique
- Holga 120 GCFN - fonction "Bulb" (exposition longue), flash intégré - filtres de couleurs intégrés pour le flash, optique en verre
- Woca  120 GF - Holga 120 GFN  avec optique en verre
- Woca  120 G - Holga 120 S  avec optique en verre

### 135 (24×36mm)
Il existe aussi des versions au format 135 du Holga, accueillant des films de 35 mm.
- Holga 135 – Holga au format 35 mm, lentille en plastique
- Holga 135 BC – Holga au format 35 mm, lentille en plastique montée comme le Holga 120 mais avec une lentille de 47 mm (au lieu de 60), l'appareil gardant aussi les mêmes caractéristiques d'ouverture et d'obturation (f/8 - f/11 et 1/100s) du 120. La mention "BC" signifie "Coins Noirs" ("Black Corners" en anglais) car ce modèle produit un effet de vignettage dû à sa conception
- Holga 135 PC – Version sténopée du Holga 135 BC (pas de lentille)
- Holga 135 AFX – Lentille 38 mm f/3.8 avec autofocus par infrarouge, chargement automatique du film, flash intégré et verrouillage du déclencheur
- Holga 135 TIM - Version "demi-format" (18 × 24 mm)
- Holga 135 TLR - Version Reflex bi-objectifs
- Holga K200N - Version compacte du Holga avec flash coloré et objectif fisheye démontable
- Holga K200NM - Version K200N avec viseur fisheye et exposition multiple
- Holga K202 – Version "Meow Kitty" décorée d'une tête de chat, avec lumières clignotantes et bruitages de miaulement.

## Histoire et philosophie

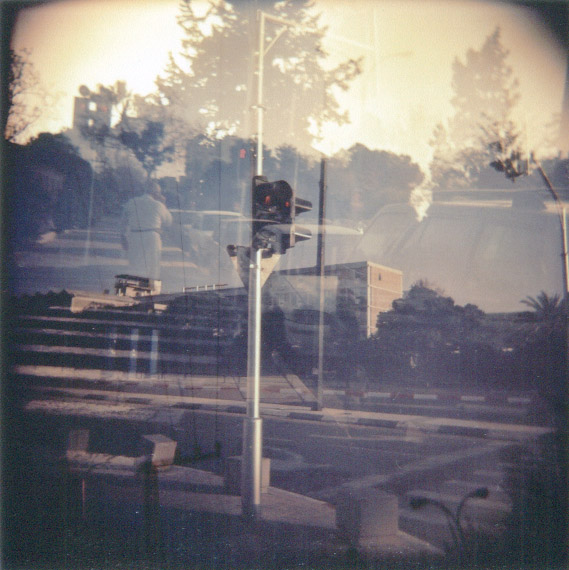
Superposition de 3 clichés

Le Holga fut construit pour les Chinois fans de photographie, c'est la « caméra du peuple », tout le monde peut l'utiliser. Avec le temps, cet appareil s'est exporté vers l'ouest et est devenu un mythe dans les cercles de photographes amateurs en Europe et aux États-unis. 
La philosophie peut être résumée par ces quelques mots : « Reduce to the max ».
Le Holga est utilisé par plusieurs catégories de personnes :
- Les photographes qui aiment faire du moyen format (le négatif est plus grand que le classique 35 mm, qui fait 24×36 mm. Le négatif moyen format fait 60×60 mm) mais qui ont peu de moyens
- Les étudiants en photographie, les artistes et les amateurs éclairés qui veulent s'éloigner de la complexité croissante des appareils d'aujourd'hui, ou revenir aux bases de la photographie (en effet, les réglages sont ici manuels).

Avec le Holga, on retrouve tous les défauts que les appareils d'aujourd'hui cherchent à corriger : flou, mauvaise exposition, couleurs faussées, etc.
L'appareil propose très peu de possibilités de réglage, mais laisse cependant de larges marges de manœuvre, quant au temps d'exposition, au déclenchement du flash, à l'avancement du film, complètement manuel, ce qui permet d'explorer des domaines inaccessibles avec un appareil de base actuel… L'exemple le plus classique est la surimpression : il suffit d'appuyer plusieurs fois sur le déclencheur sans avancer le film. On peut avancer le film de seulement 80 % pour faire des panoramas, etc.
L'idée consiste à exploiter les défauts de l'appareil pour créer un style photographique particulier et personnel (voire de la lomographie).

## Description des défauts et des fonctionnalités principales

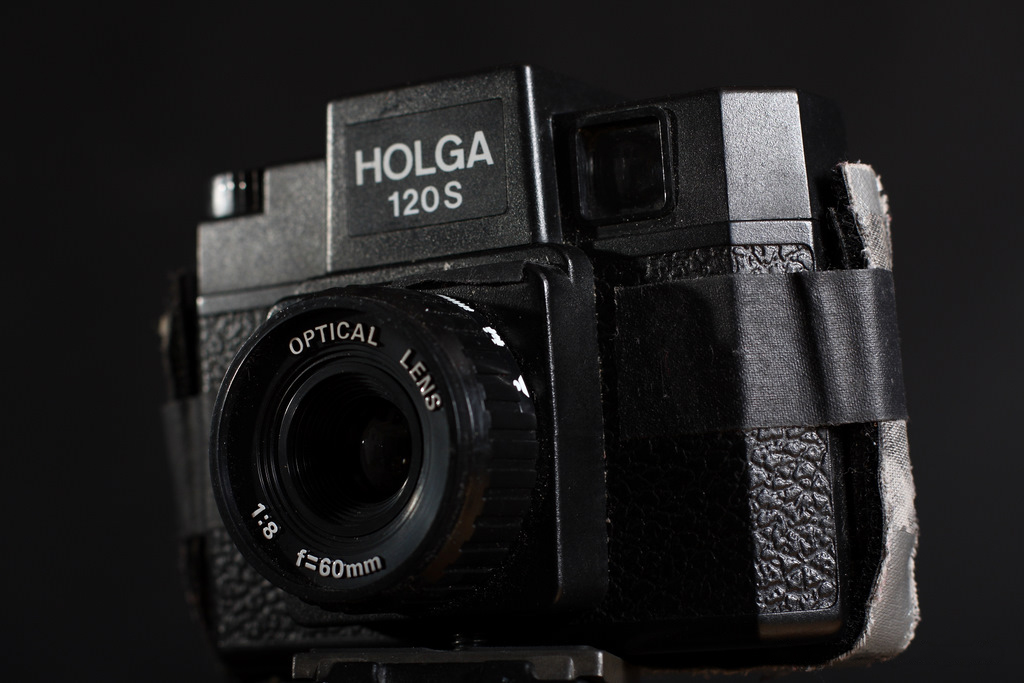
Holga 120S réparé avec du ruban adhésif afin de limiter les fuites de lumière

- L'objectif à focale fixe est en plastique. Les lentilles également. Jamais le plastique ne serait considéré par un professionnel pour construire une lentille de qualité. Cela explique un certain nombre de défauts classiques, en termes de couleur et de géométrie de l'image.
- L'objectif ne rend pas d'une ligne droite une image droite, et chaque objectif de Holga est différent et fera une image différente de la même scène.
- L'objectif a une surface irrégulière (pour un œil on dirait astigmate) et donne donc des zones floues et d'autres nettes au sein d'une même photo.
- La combinaison des lentilles en plastique crée une perte de lumière assez importante pour induire du vignettage sur le film, particulièrement lorsqu'on utilise le mode 6×6, un peu moins en 4,5×6.
- Un défaut parfois gênant est le manque d'étanchéité du boîtier. Cela cause du voilage sur les films, que l'on peut trouver artistique, ou stopper grâce à du ruban adhésif (à remettre à chaque changement de film…)
- Astigmatisme, aberration chromatique, aberration sphérique sont visibles, et contribuent à l'esthétique des photos, et au caractère unique de chaque appareil.
- Deux masques sont livrés avec chaque modèle. On peut ainsi photographier en format 6×6 cm (carré) ou 4,5×6 cm (rectangle). Attention, en  4,5x6, l'orientation est différente de d'habitude : grand côté vertical, petit côté horizontal.

En 6x6 cm, on pourra prendre 12 photos sur un rouleau de film et 16 en format 4,5x6 cm
Un compteur est présent sur le film lui-même, et suivant si l'on choisit 6×6 cm ou 4,5×6 cm, il faut bouger un petit clapet qui ouvre sur une fenêtre qui permet de lire directement le compteur au dos du film.
Il est bien sûr possible de shooter sans masque, on aura ainsi un effet de luminosité très atténuée sur les bords.
Il existe également des adaptateurs Polaroïd qui permettent d'utiliser les films instantanés pour faire du « Holgaroïd ». On peut combiner ainsi les défauts (ou qualités) des deux systèmes pour un résultat encore plus « artistique »…

## Conseils pour la pratique
- Le film 120 a une résolution beaucoup plus élevée que le 135 (le classique 24x36), simplement parce qu'il est beaucoup plus grand.
- Concernant le film lui-même, le 400 ISO est le plus tolérant et le plus facile à utiliser dans des conditions d'exposition variées. Les films ISO 100 sont à utiliser seulement par ensoleillement fort, entre 10h et 16h.
- De manière générale, les films négatifs sont beaucoup plus tolérants aux variations d'exposition et à la surexposition en particulier, par rapport aux films inversibles (diapositives). Ces derniers donneront de meilleurs résultats dans des conditions d'éclairages précises : on peut conseiller le film inversible si les conditions de lumières sont connues à l'avance et maîtrisables. Le rendu flatteur du film inversible améliorera le mauvais contraste dû à l'objectif. Dans le cas où les conditions d'éclairages sont variables et incertaines, le film négatif conviendra mieux grâce à sa plus large tolérance aux écarts d'exposition.
- Si l'on prend des photos en noir et blanc, on peut utiliser des filtres, en particulier le jaune (complémentaire du bleu) assombrira le ciel et fera ressortir les nuages. Vert et jaune feront ressortir la verdure, d'autres filtres colorés donneront d'autres effets…
- Classiquement, on utilise des films noir et blancs chromogènes d'une sensibilité de 400 ISO, comme le Kodak 400CN ou l'Ilford XP2.
- Enfin, pas besoin de démonter le Holga pour faire des photographies en 35 mm (format 135, le classique). Il suffit de mettre un peu de mousse et de scotch en suivant un tutoriel, et on obtiendra un effet sympathique en impressionnant la pellicule sur toute la hauteur du film, là ou le film est percé. Il faudra alors bobiner de 34 clics pour aller à la photo suivante.

## Source et bibliographie
- (en) Cet article est partiellement ou en totalité issu de l’article de Wikipédia en anglais intitulé « Holga » (voir la liste des auteurs).